# Глоговац (община)
Община Глоговац (на сръбски: Општина Глоговац, на албански: Komuna e Gllogocit) е община в Прищински окръг, Косово. Общата ѝ площ е 276 км2, а населението е 60 525 души, по приблизителна оценка за 2019 г. Неин административен център е град Глоговац.